# Болотин, Борис Фёдорович
Бори́с Фёдорович Боло́тин (род. 15 октября 1950) — российский дипломат. Чрезвычайный и полномочный посол (2010).

## Биография
Окончил МГИМО (1972). Владеет арабским, французским и английским языками.
На дипломатической работе с 1972 года. 
- В 1990—1993 годах — советник Посольства СССР, затем (с 1991) России в Марокко.
- В 1993—1995 годах — советник-посланник Посольства России в Марокко.
- В 1995—1999 годах — начальник отдела, заместитель директора Департамента Ближнего Востока и Северной Африки МИД России.
- С 11 ноября 1999 по 7 мая 2004 года — чрезвычайный и полномочный посол Российской Федерации в Ливане[1][2].
- В 2004—2008 годах — заместитель директора Департамента Ближнего Востока и Северной Африки МИД России.
- С 27 августа 2008 по 4 июля 2013 года — чрезвычайный и полномочный посол Российской Федерации в Марокко[3][4].
- С 13 декабря 2013 по 28 декабря 2018 года — чрезвычайный и полномочный посол Российской Федерации в Иордании[5][6].

## Семья
Женат, имеет двух сыновей.

## Награды
- Орден Дружбы (11 октября 2018) — за большой вклад в реализацию внешнеполитического курса Российской Федерации и многолетнюю добросовестную работу[7].
- Медаль ордена «За заслуги перед Отечеством» II степени (14 ноября 2002) — За активное участие в реализации внешнеполитического курса Российской Федерации и многолетнюю добросовестную работу[8].
- Национальный орден Кедра степени Великого офицера («Grand Officier») (Ливан, 2004) — За вклад в развитие двусторонних отношений.
- Благодарность президента Российской Федерации (26 апреля 2007) — За образцовое исполнение служебного долга и высокий профессионализм, проявленные в условиях, сопряженных с риском для жизни[9].
- Кавалер большой ленты ордена Алауитского трона (Марокко).

## Дипломатический ранг
- Чрезвычайный и полномочный посланник 2 класса (20 февраля 1999)[10]
- Чрезвычайный и полномочный посланник 1 класса (4 ноября 2003)[11]
- Чрезвычайный и полномочный посол (8 ноября 2010)[12]